# Richard Weissbach
Richard Weissbach (* 9. Mai 1882 in Chemnitz; † 24. April 1950 in Heidelberg) war ein deutscher Verleger.

## Leben
Richard Weissbach wurde in Sachsen geboren, zwei Jahre nach seinem Halbbruder Ludwig. Sein Vater, der Schriftsetzer Carl Richard Weissbach aus Niederschlag bei Oberwiesenthal, hatte seine zweite Frau Franziska Charlotte Maria Meyer 1881 in Konstanz geheiratet. Weissbach wuchs ab 1883 in Karlsruhe auf, wo Ende desselben Jahres seine Schwester Emma zur Welt kam. Seine Schulzeit schloss er hier 1903 mit dem Abitur auf dem humanistischen Gymnasium ab.
Zum Studium ging er nach Heidelberg, wo er bis auf das WS 1904/05, das er in München verbrachte, bis 1907 Vorlesungen in Philosophie, klassischer Philologie, Archäologie und Geschichte belegte, ohne einen akademischen Abschluss anzustreben oder zu erreichen.
Nach dem Eindruck von Friedrich Burschell wollte Weissbach „aus Heidelberg so etwas wie einen literarischen Umschlagplatz machen“. Zunächst hatte er sich nämlich in dem 1902 aus studentischer Initiative entstandenen Hebbelverein engagiert, der mit Lesungen, Vorträgen, Theateraufführungen und musikalischen Abenden ein vielfältiges kulturelles Angebot geschaffen und damit in der Heidelberger Bevölkerung viel Anklang gefunden hatte. Er wirkte hier als Gelegenheitsschauspieler und hatte auch einmal zwei Semester lang die literarische Leitung inne. Wegen der Auflösung dieses Vereins im Jahre 1908 durch Wegzug seiner Initiatoren gründete Weissbach 1909 seinerseits eine Akademische Gesellschaft für Dramatik, in der er sich – als Mitarbeiter der beiden Theaterzeitschriften Schaubühne, die in Berlin von Siegfried Jacobsohn gegründet worden war, und der in Düsseldorf von Louise Dumont und Hans Franck herausgegebenen Theaterzeitschrift Masken über Aktuelles reich informiert – durch zahlreiche Einladungen zeitgenössischer Autoren für die moderne Literatur einsetzte.
Wenn Weissbach sie nicht selbst initiiert hatte, so redigierte er gleichzeitig zumindest die zu dieser Zeit erstmals erschienene monatliche Beilage der Heidelberger Zeitung Literatur und Wissenschaft, für die er auch eigene Beiträge lieferte. Ende 1911 wurde sie wieder eingestellt, vielleicht weil er in diesem Jahr seinen eigenen Verlag gegründet hatte. Er nannte ihn zunächst Alpha-Omega-Verlag, änderte seinen Namen 1912 jedoch zu Verlag von Richard Weissbach.
In bemerkenswerter Parallelität dazu wurde in Heidelberg zur selben Zeit ein zweiter Verlag ins Leben gerufen, der Saturn-Verlag Hermann Meister, mit dem sich dieser sogar den Traum einer eigenen Zeitschrift erfüllte: die mit seinem Jugendfreund Herbert Grossberger herausgegebene Monatsschrift Saturn, nach Krischke „eine der interessantesten Zeitschriften“ aus der Anfangszeit des literarischen Expressionismus.
Der Verlag von Richard Weissbach wurde noch im Jahr seiner Gründung zu einem bedeutenden Verlag des frühen literarischen Expressionismus: hier erschien, wahrscheinlich vermittelt durch den rührigen und vielseitigen, aus Berlin stammenden und in Heidelberg seit 1908 wohnhaften Psychologen und Psychiater Arthur Kronfeld, 1912 die erste expressionistische Gedichtsammlung Der Kondor – nach dem provokativen Vorwort des Herausgebers Kurt Hiller „eine Sammlung radikaler Strophen“ – mit Beiträgen von überwiegend jungen Berliner Dichtern aus seinem Freundeskreis, zu dem auch Kronfeld seit 1904 gehörte und ihr gemeinsamer Freund Ernst Blass, der das Aufsehen, das Der Kondor fand, durch seine kurz darauf ebenfalls von Weissbach verlegte eigene Gedichtsammlung Die Straßen komme ich entlang geweht noch übertraf: sie machte den Verlag, in dem ab 1914 mit der Monatsschrift von Blass Die Argonauten eine zweite Literaturzeitschrift in Heidelberg herauskam, schlagartig bekannt.